# 南栖泥虫属
南栖泥虫属是一属生活在寒武纪鸸鹋湾页岩的节肢动物。该属仅包括模式种斯普里格南栖泥虫（Australimicola spriggi），正模标本 SAM P44482。该种曾被认为是融背亚纲的成员，现在则被归入原蛻裂線類。

## 词源
该属属名来自于拉丁语“Australis（南方的）”和“limicola（栖泥者）”，分别指其模式种产地和习性；种加词来自于Reginald C. Sprigg，用以表彰其鸸鹋湾页岩发现者的地位。

## 特征
外骨骼轮廓细长椭圆形，宽约为长度的40-50%（不包括尾部）。头甲长约占外骨骼长度的10%，其前缘圆形，具一对口板处延伸出的触角。躯干由23个胸节组成，内肢短，终止于胸节中部。